# Серик Ахметов
Серик Нигметули Ахметов (каз. Серік Нығметұлы Ахметов; Темиртау, Казашка ССР, 25. јун 1958) је осми по реду и тренутни премијер Казахстана. Постављен је 24. септембра 2012. године.
Прво је радио као стругар, а затим је завршио Металуршки комбинат као инжењер металург, а деведесетих је докторирао у Москви као економиста.
Током каријере вршио је већи број функција у администрацији Карагандинске области укључујући функцију акима (начелника, гувернера) од 2009. године до 2012. године.